# Islandské společenství
Islandské společenství (islandsky þjóðveldið, či méně často goðaveldið, staroseversky Íslands þjóðveldi) neboli také Islandská republika, byl nezávislý středověký stát na ostrově Islandu v letech 930–1262 založený norskými osadníky. Před příchodem osadníků byl ostrov neobydlený. Od příchodu kolonizátorů a založení společného celonárodním sněmu Althing (Alþingi) v roce 930 si Island počíná jako jednotná země. Stát byl pro období středověku unikátní. Spravován byl mocnými náčelníky (tzv. goði, plurál goðar) a vládlo se demokratickým způsobem na společném sněmu Althing, de facto nejstarším evropském parlamentu v dějinách.

## První osadníci
Písemné přiblížení tří staletí Věku Osídlení jsou obsaženy v Landnámabóku (Knize Osídlení). Za prvního stálého obyvatele Islandu je obvykle považován norský náčelník Ingólfur Arnarson, který se usadil v místě, které pojmenoval jako Rejkjavík (záliv Kouře). S tím se shodují archeologické nálezy v Rejkjavíku, že k jeho osídlení došlo kolem roku 870.
Posléze následovala další řada norských náčelníků, jejich rodin a otroků, kteří se usadili na všech neobydlených oblastech ostrova v následujícím desetiletí. Tito lidé byli převážně norského, skotského a irského původu, Irové a Skotové byli především otroci a služebníci severských velitelů, jak tvrdí islandské ságy, Landnámabók a další historické dokumenty.

## Sjednocení země

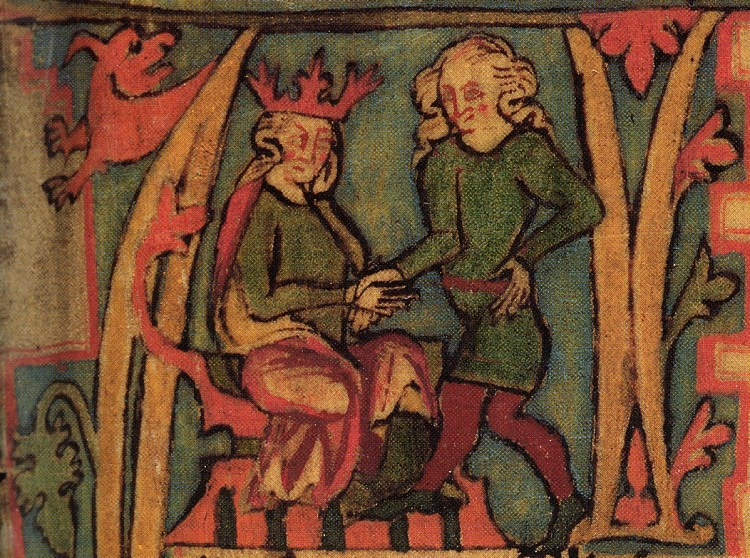
Harald I. získává Norské království od svého otce

Kolem roku 930 byl založen Althing a tento národní sněm lze pokládat za nejstarší evropský parlament.

### Přijetí křesťanství
Křesťanství se na Island dostalo poměrně pozdě. První pokus zde učinil Islanďan Thorvaldr Kodránsson roku 981, který se pokoušel šířit křesťanství mezi svými soukmenovci. Když s tím však přišel na Althing, dal se v debatě natolik vyprovokovat, že zabil dva oponenty a byl proto vypovězen. Když se v Norsku, k němuž Island patřil, prosadil Olaf Trygvason a zahájil budování státu ve znamení křesťanství tou nejtvrdší metodou (kdo se nevzdal pohanských bohů, byl zabit, zmrzačen nebo vypovězen ze země), pokoušeli se jeho misionáři na Islandu nejprve postupovat stejně a snažili se především ničit pohanské svatyně. Althing je prohlásil za psance a vydal usnesení, že každý, kdo se bude rouhat bohům, má být vypovězen. Olaf se nevzdal a roku 997 poslal na Island německého kněze Daknbranda, ale ani ten neuspěl. Olaf dal nakonec zatknout Islanďany, kteří přebývali v Norsku a na Island poslal ultimátum, aby přijali křesťanství, jinak budou rukojmí popraveni. Olafovy hrozby nebylo možno podceňovat, na Islandu se dobře vědělo, jak krutými prostředky prosazuje křesťanství v Norsku. Islanďané se však v této otázce rozdělili na dvě strany, a hrozili, že mezi nimi vypukne boj. Aby tomu zabránil, obrátil se předák křesťanství nakloněné strany na „soudce“ Thorgeira, který Althingu předsedal, a požádal ho, aby našel kompromis, který by vyhovoval oběma stranám. Thorgeir si vzal čas na rozmyšlenou a příštího dne pronesl řeč, v níž poukazoval zejména na to, že spor mezi oběma stranami hrozí katastrofálními následky. Aby byla jednota zachována, navrhl, že se všichni dají pokřtít, že však bude i nadále dovoleno obětovat bohům, ovšem v soukromí. To uspokojilo obě strany, Althing tento zákon v letech 999–1000 přijal a Island se stal křesťanskou zemí.

## Konec samostatnosti
Ve 13. století se islandští náčelníci podrobili norské nadvládě, v roce 1397 se Island společně s Norskem dostal pod nadvládu Dánska a poté následovalo dlouhé období hospodářského úpadku. Až v roce 1874 byla dosažena autonomie.